# Алешня (приток Цны)
Алешня — река, левый приток Цны, протекает по территории Чучковского, Шацкого и Сасовского районов Рязанской области в России. Длина реки — 47 км, площадь водосборного бассейна — 390 км².

## Описание
Алешня начинается в селе Кистенёво, вытекая из пруда на высоте 157 м над уровнем моря. Генеральным направлением течения реки до села Демидово является юго-восток, далее — северо-восток. Около юго-восточной окраины Сасово, напротив села Берестянки, Алешня впадает в Цну на высоте 86 м над уровнем моря.

## Данные водного реестра
По данным государственного водного реестра России относится к Окскому бассейновому округу, водохозяйственный участок реки — Цна от города Тамбов и до устья, речной подбассейн реки — Мокша. Речной бассейн реки — Ока.
Код объекта в государственном водном реестре — 09010200312110000030047.